# Zarube
Zarube (en serbe cyrillique : Зарубе) est un village de Serbie situé sur le territoire de la Ville de Valjevo, district de Kolubara. Au recensement de 2011, il comptait 143 habitants.

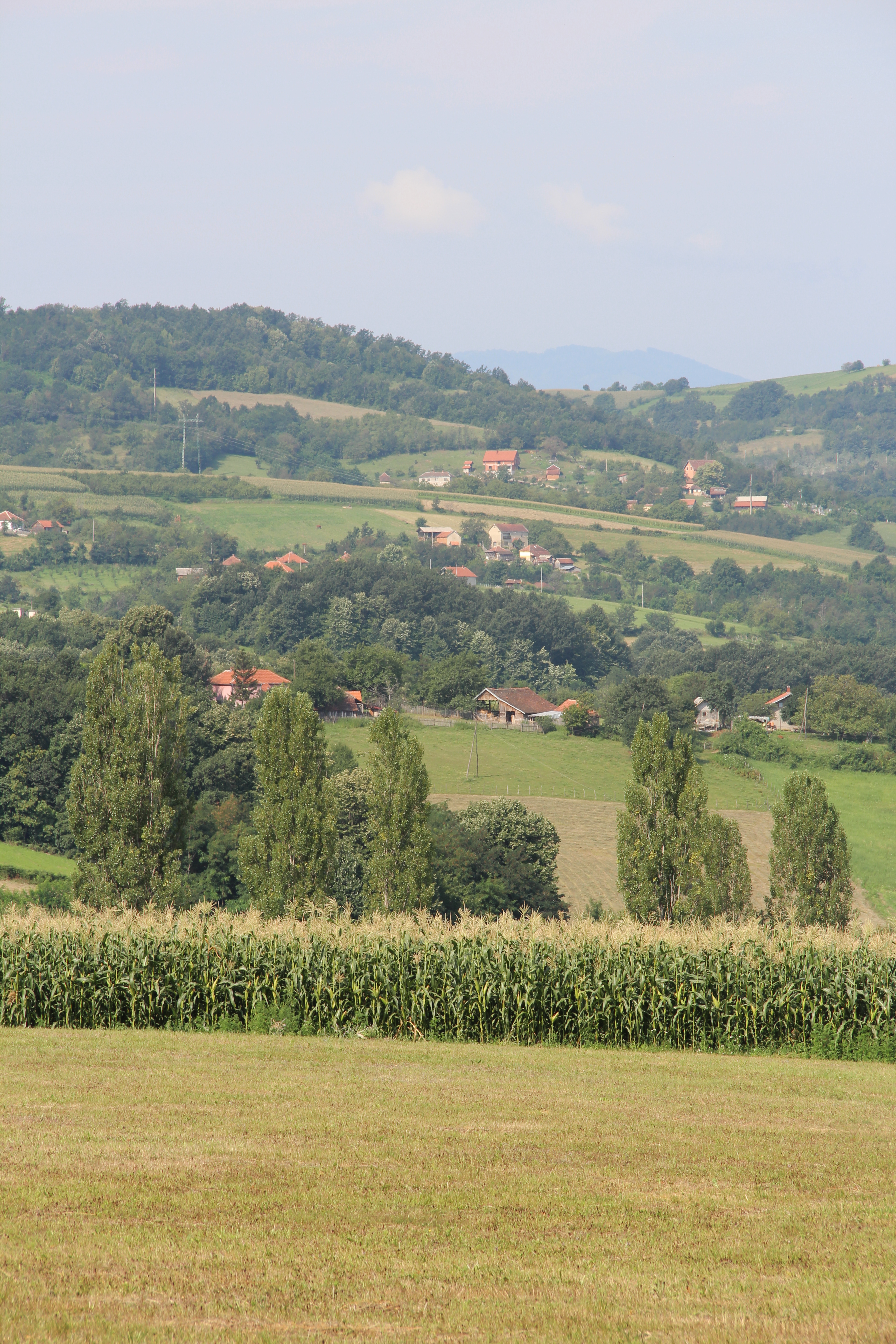
Zarube - panorama
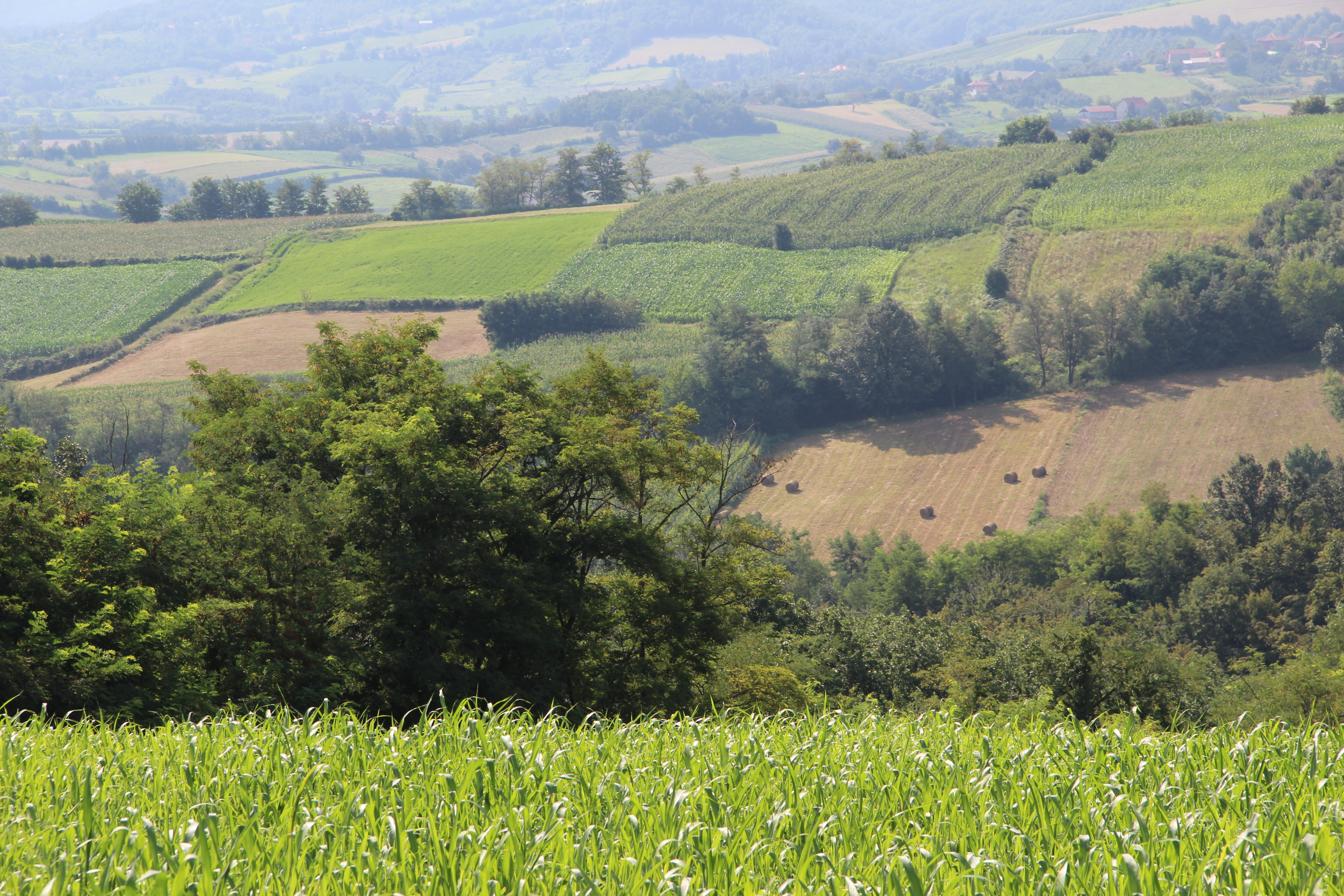
Zarube - panorama
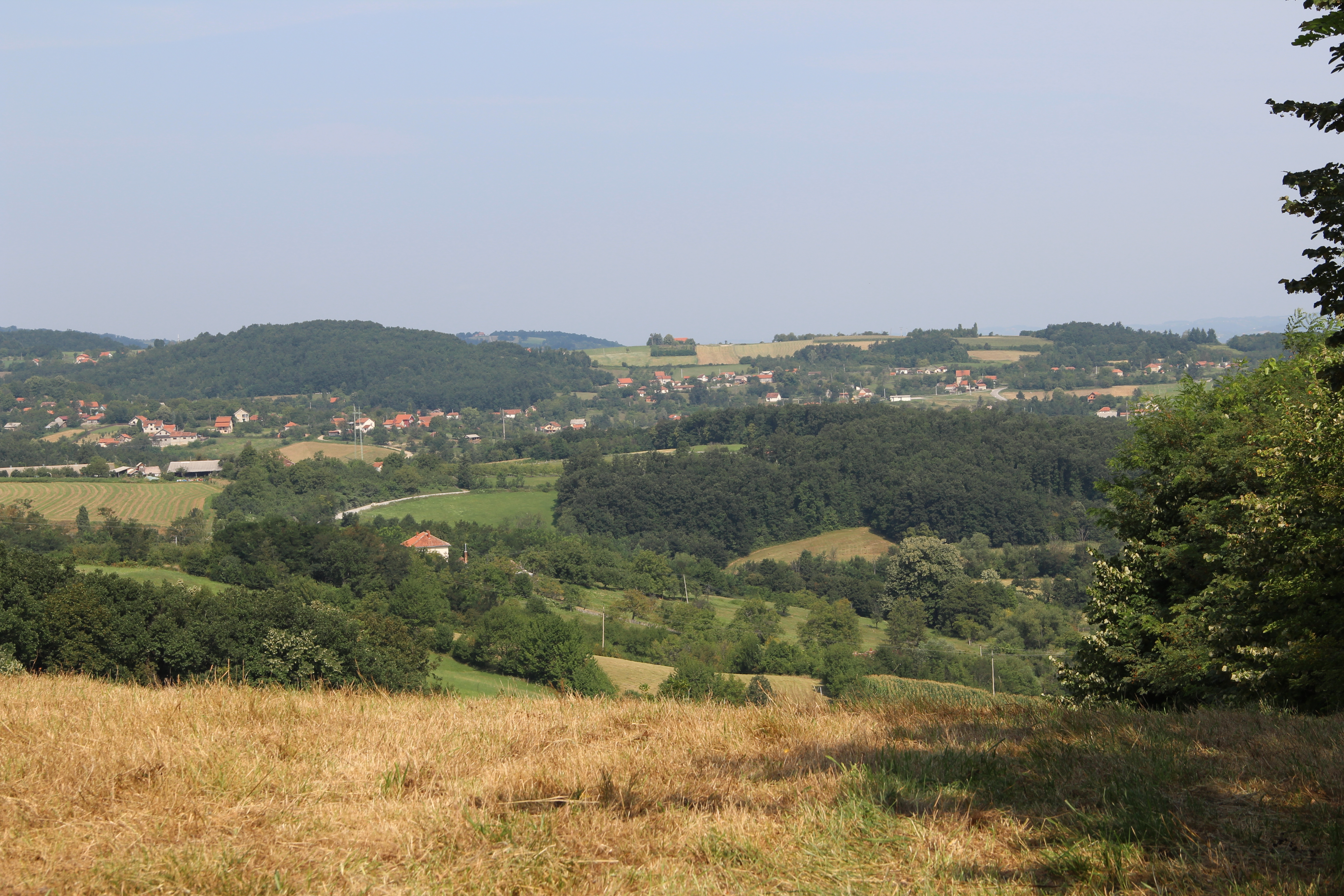
Zarube - panorama
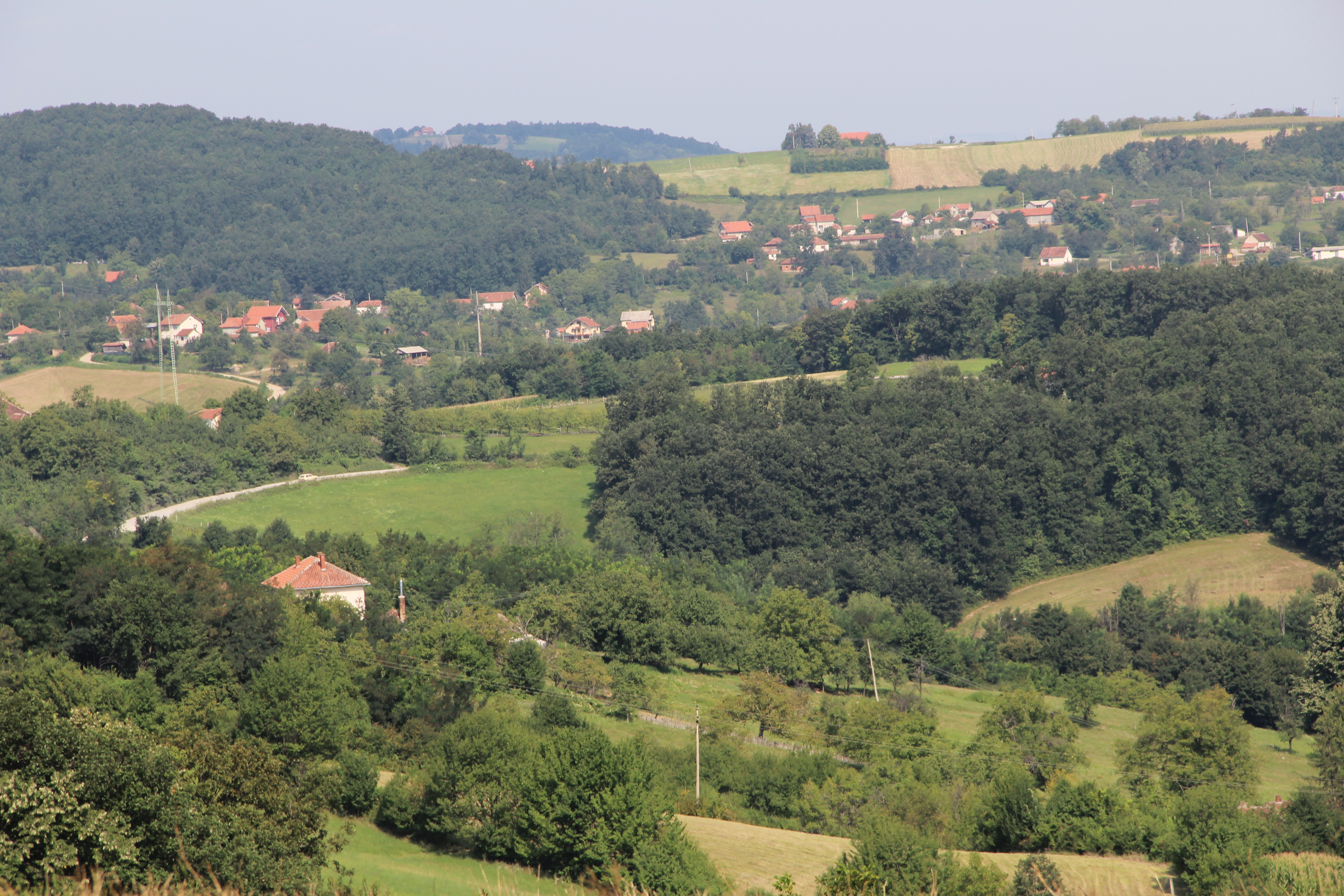
Zarube - panorama
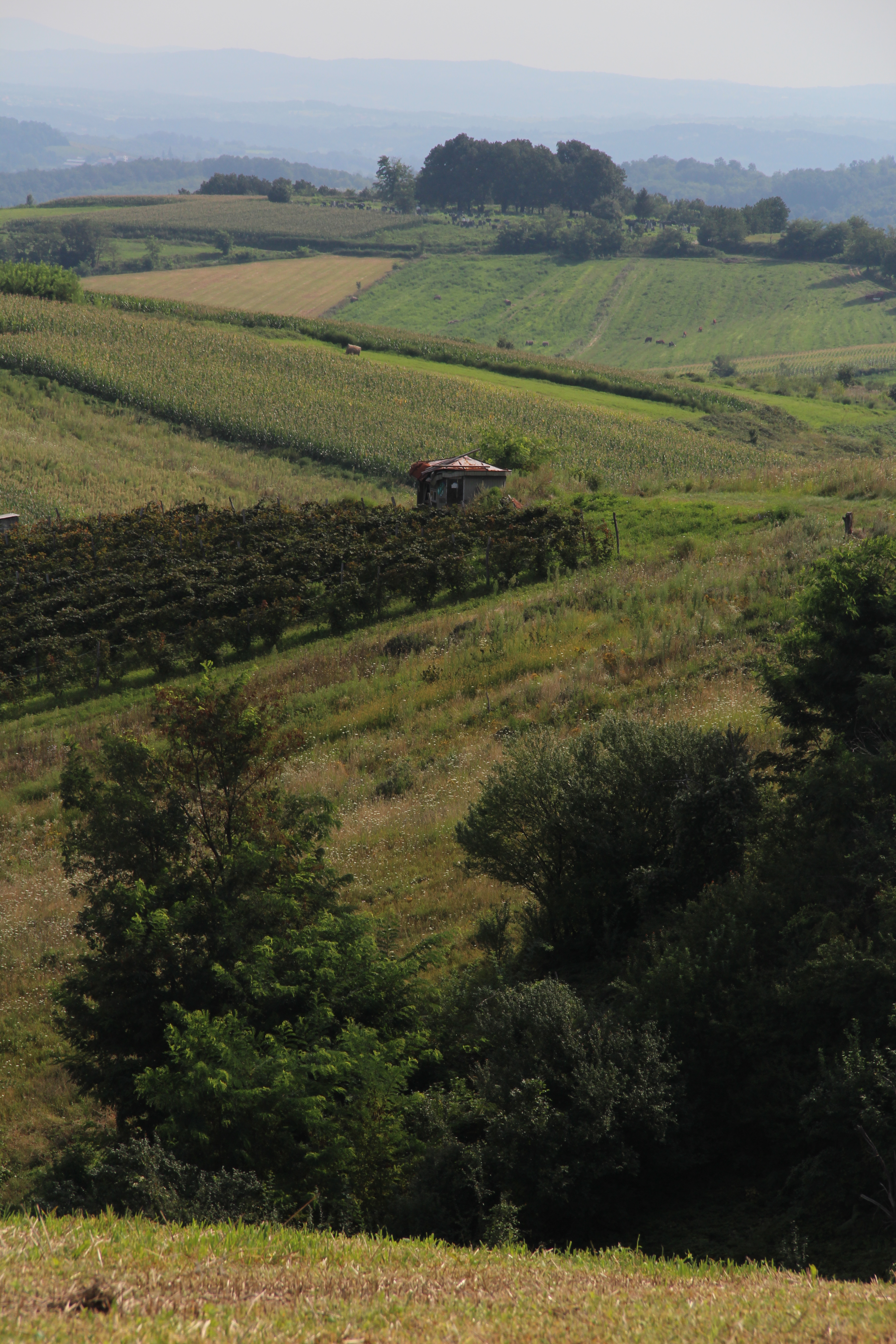
Zarube - panorama
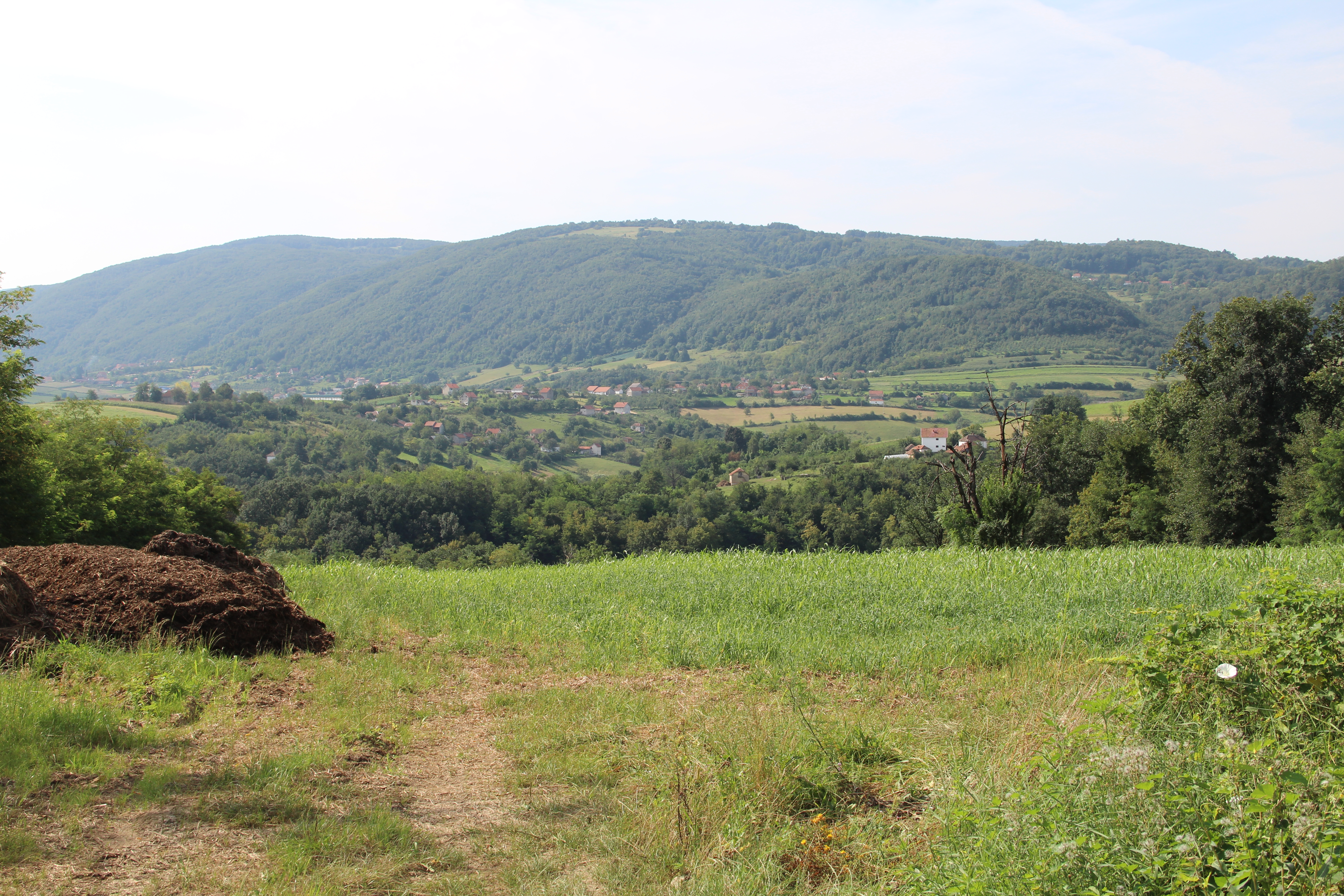
Zarube - panorama

## Démographie
| 1948 | 1953 | 1961 | 1971 | 1981 | 1991 | 2002 | 2011 |
| ---- | ---- | ---- | ---- | ---- | ---- | ---- | ---- |
| 251  | 231  | 226  | 226  | 192  | 180  | 171  | 143  |

|  |